# Lance Bass
Pour les articles homonymes, voir Bass.
James Lance Bass, né le 4 mai 1979 à Laurel (Mississippi), est un chanteur de pop américain, ancien membre du boys band NSYNC, également acteur et producteur de télévision.
En 2008, il participe à Dancing with the Stars 7 avec comme partenaire Lacey Schwimmer. Il termine à la 3e place.

## Biographie
Il a grandi dans la ville voisine d'Ellisville (Mississippi) .
Il a commencé à chanter dans la chorale de son église baptiste durant son enfance.
En 1995, pendant sa première année de lycée, il reçoit un appel de Justin Timberlake et de sa mère, Lynn Harless, qui lui demandent s'il serait intéressé par une audition dans le groupe NSYNC après que le bassiste original du groupe, Jason Galasso, ait démissionné. Il est accepté dans le groupe et quitte l'école pour s'installer à Orlando, en Floride.
En 2000, il a fonde Free Lance Entertainment, une société de gestion musicale, coentreprise avec Mercury Nashville, une division de Mercury Records.

### Philanthropie
Bass est impliqué dans plusieurs actions philanthropiques. En 2001, il fonde The Lance Bass Foundation, une organisation charitable en faveur des besoins des enfants de famille nécessiteuses. En 2003, il donne 30 000 dollars pour la Amber Pulliam Special Education Endowment de l'University of Southern Mississippi, en l'honneur de sa cousine, Amber Pulliam, victime du syndrome de Down, qui aide financièrement les étudiants de la ceinture du Pin (Pine Belt) du Mississippi.
Après l'ouragan Katrina de 2005, Bass lance uBid For Hurricane Relief, vente aux enchères en faveur des victimes. Les bénéfices sont divisés entre la Child Welfare League of America, la Brett Favre Fourward Mississippi Foundation, et la fondation Ashton Kutcher. Un certain nombre des membres de la famille de Lance Bass ont été directement victimes de l'ouragan dans le Mississippi. Il donne également des fonds pour des enfants handicapés en Russie.
Lance Bass est membre du comité directeur de la Environmental Media Association. Il s'exprime en faveur du mariage entre personnes du même sexe depuis août 2007 et pour la tolérance envers les personnes homosexuelles, notamment à travers des spots télévisés pour la GLAAD. Il s'est aussi impliqué dans la recherche de fonds pour le Gay, Lesbian and Straight Education Network.

## Vie personnelle
Il a commencé à sortir avec le gagnant de « The Amazing Race », Reichen Lehmkuhl en 2006.
Il est marié depuis le 20 décembre 2014 avec l'acteur et peintre Michael Turchin.
Il est chrétien.

## Filmographie

### Cinéma
- 1999 : Tarzan – The Concert (Tarzan in Concert with Phil Collins)
- 2000 : Longshot : Mécanicien de bord
- 2001 : On the Line : Kevin
- 2001 : Zoolander : Lui-même
- 2002 : Kingdom Hearts (Kingudamu Hātsu) : Sephiroth (voix)
- 2004 : Seek & Hide : Schulhof
- 2005 : Cursed : Lui-même
- 2005 : L'amour à la dérive (Love Wrecked) : Dan
- 2007 : Quand Chuck rencontre Larry (I Now Pronounce You Chuck & Larry)
- 2007 : Girl Camp : Prédicateur
- 2008 : Tonnerre sous les tropiques (Tropic Thunder) : Lui-même
- 2009 : Rex : Lui-même
- 2014 : Such Good People : Stuart Hedron

### Séries télévisées
- 1993 : Emerald Cove (saison 1)
- 1999 : Touched by an Angel (saison 1)
- 2000 : Sept à la maison : Rick Palmer (1 épisode)
- 2002 : Les Simpson : Lui-même (voix, 1 épisode)
- 2003 : Greetings from Tucs (1re saison)
- 2004 : Kim Possible : Robby (voix, saison 1)
- 2004 : Higglytown Heroes (saison 1)
- 2006 : Manny et ses outils (Handy Manny) : Elliot  (8 épisodes)
- 2007 : Rick & Steve the Happiest Gay Couple in All the World (saison 1)
- 2009 : Valley Peaks (saison 2)
- 2013 : Souvenirs de Gravity Falls : Sev'ral Timez (voix)
- 2015 : BoJack Horseman : Lui-même (voix)
- 2019 : Single Parents : Lui-même
- 2019 : Insatiable : Brazen Moorehead
- 2023 : The rookie : Lui-même
- 2023 : How I Met your father : Lui-même (Accompagné de Joey Falone)

### Émissions
- 2000 : *NSYNC & Britney Spears: Your #1 Video Requests... And More!
- 2004 : *NSYNC's Challenge for the Children
- 2016 : Finding Prince Charming : Lui-même
- 2017 : My Kitchen Rules : Lui-même
- 2021 : The Circle :  son employée  (saison 2)